# Курти, Николас
Николас Курти (14 мая 1908, Будапешт — 24 ноября 1998, Оксфорд, Юго-Восточная Англия) — английский физик.
Николас родился в Будапеште и учился в гимназии Минта. Из антиеврейских законов в Венгрии уехал во Францию, где в 1928 году окончил Парижский университет и получил степень магистра. Затем учился в Германии и в 1931 году закончил Берлинский университет. В 1931—1933 гг. работал в Высшей технической школе в Бреслау.
В 1933 году после прихода нацистов к власти в Германии был вынужден покинуть страну, работал в Оксфордском университете (в 1967—1975 гг. — профессор).
Работы по физике низких температур и их применению в технике и биологии, к магнетизму. Независимо от К. Гортера совместно с Ф. Саймоном высказал в 1935 году идею ядерного охлаждения и развил этот метод. В 1956 году достиг температур 20 мкК.
Член Лондонского королевского общества (1956), в 1965—1967 гг. — вице-президент. Член ряда академий наук, в частности Венгерской АН (1970).
На досуге увлекался молекулярной кухней. Ему приписывают изречение: «Беда нашей цивилизации в том, что мы в состоянии измерить температуру атмосферы Венеры, но не представляем, что творится внутри суфле на нашем столе».